# Los Olimareños
Los Olimareños est le nom d'un duo de chanteurs populaires uruguayens formé par Pepe Guerra († 13 juin 2024) et Braulio López en 1962.
Ce duo a eu une carrière internationale et prolifique, enregistrant plus de 44 albums.

## Histoire
Le nom du groupe est lié à son origine dans la ville de Treinta y Tres (33) (Uruguay), sur les rives du Río Olimar. Au cours des années 1960, il fait partie du premier mouvement de chanson populaire uruguayenne, avec Alfredo Zitarrosa, Daniel Viglietti, José Carbajal, Numa Moraes, entre autres.
Les textes de leurs chansons sont souvent l'œuvre de Ruben Lena et de Víctor Lima, évoquant en général les intérêts, préoccupations et sentiments des travailleurs et paysans, ainsi que les situations quotidiennes du monde rural. Les rythmes de leurs compositions sont des rythmes traditionnels de leur pays (chacarera, milonga, zamba etc.).
Très attachés à leur terre, les deux chanteurs sont des observateurs attentifs des mouvements sociaux, culturels et politiques d'Amérique Latine. Ils ont ainsi participé à de nombreux festivals, tels que le Ier Encuentro de la canción protesta organisé par La Casa de las Américas de Cuba qui a eu lieu entre le 9 juillet et le 10 août 1967.
Au fur et à mesure de l'augmentation de la tension sociale dans l'Uruguay des années 1960, et au début des années 1970, Los Olimareños a interprété les textes du grand poète uruguayen Ruben Lena. Ceci leur a valu l'interdiction de leurs chansons lors du coup d'état du 27 juin 1973. Il leur fut également interdit de chanter en public et de participer à toute assemblée publique.
En 1974, ils décident de s'exiler. Braulio López part à Córdoba (Argentine), où il est arrêté et détenu durant près d'un an. Il s'exile alors en Espagne, mais se voit détenu à l'aéroport, car les autorités espagnoles le suspectaient de soutenir la dictature argentine. Il est libéré avec l'aide d'un avocat de la communauté uruguayenne en Espagne.
Pendant ce temps, José "Pepe" Guerra travaille en Uruguay avec sa femme à la confection de vêtements. Il décide de partir en Espagne, où il retrouve Braulio López, puis ils s'exilent au Mexique. Ils reviennent en Uruguay le 18 mai 1984 et chantent alors au Stade Estadio Centenario, sous une forte pluie, pour plus de 50 000 spectateurs, après 10 ans de silence.
En 1990, le duo se sépare et chaque chanteur entreprend une carrière de soliste.
Leur plus grand titre est "El Farfadeso" en 1995.
Au début de l'année 2009, la rumeur court qu'un nouveau spectacle serait organisé au Stade Estadio Centenario pour commémorer les 25 ans du retour de Los Olimareños. Le concert eut lieu le 8 mai 2009, avec la participation de Jorge Trasante et Alejandro Turubich aux percussions, Víctor Amaral à l'accordéon, et Jorge Ricci au violon. Le concert fut enregistré sous forme de CD et DVD. En raison de l'affluence, le duo effectua le même concert le lendemain.
Un troisième concert fut organisé le 12 juin 2009 au Luna Park de Buenos Aires, puis un quatrième le 15 août 2009 au stade Orfeo de la ville argentine de Córdoba, devant 10 000 spectateurs.
Le 1er mars 2010, invités par le nouveau président uruguayen Jose "Pepe" Mujica, Los Olimareños réalisent un concert à l'occasion de son investiture.

## Discographie
| Titre                                      | Année | Editeur              | Série      | Remarques                                                    |
| ------------------------------------------ | ----- | -------------------- | ---------- | ------------------------------------------------------------ |
| Los Olimareños                             | 1962  | Antar                | PLP 5044   |                                                              |
| Los Olimareños en París                    | 1964  | Antar                | PLP 5054   |                                                              |
| De cojinillo                               | 1965  | Orfeo                | ULP 90527  |                                                              |
| Quiero a la sombra de un ala               | 1966  | Orfeo                | ULP 90505  |                                                              |
| Canciones con contenido                    | 1967  | Producciones Tucumán | PT. 84.001 |                                                              |
| Estrofas de amor                           | 1968  | EMI-Odeón            | LDB 1006   |                                                              |
| Nuestra razón                              | 1969  | Orfeo                | ULP 90520  |                                                              |
| Cielo del 69                               | 1970  | Orfeo                | ULP 90543  |                                                              |
| Todos detrás de Momo                       | 1971  | Orfeo                | ULP 90555  |                                                              |
| ¡Que pena!                                 | 1972  | Orfeo                | SULP 90564 |                                                              |
| Del templao                                | 1972  | Orfeo                | SULP 90572 |                                                              |
| Rumbo                                      | 1973  | Orfeo                | SULP 90577 |                                                              |
| Los Olimareños                             | 1973  |                      |            |                                                              |
| ¿No lo conoce a Juan?                      | 1973  |                      |            |                                                              |
| Cantar opinando                            | 1973  |                      |            |                                                              |
| Cantando por el mundo                      | 1974  | Orfeo                | 90582      |                                                              |
| Tierra negra                               | 1975  |                      |            |                                                              |
| La niña de Guatemala                       | 1976  |                      |            |                                                              |
| Junto al Jagüey                            | 1976  |                      |            |                                                              |
| Los Olimareños de Uruguay                  | 1977  |                      |            |                                                              |
| Donde arde el fuego nuestro                | 1978  | Foton                | Lpf-028    | Première édition à Mexico. Réédité en Espagne et en Uruguay. |
| Donde arde el fuego nuestro                | 1979  | Interdis             | 3606       | Édition espagnole.                                           |
| Yacumenza                                  | 1981  |                      |            |                                                              |
| 20 años (México)                           | 1982  |                      |            |                                                              |
| 20 años (Ecuador)                          | 1983  |                      |            |                                                              |
| Los Olimareños (Serie inolvidable vol. I)  | 1983  |                      |            |                                                              |
| Los Olimareños (Serie inolvidable vol. II) | 1983  |                      |            |                                                              |
| Donde arde el fuego nuestro                | 1984  | Ceibo                | 75503      | Édition En Uruguay, six ans après son édition méxicaine.     |
| Araca                                      | 1984  | Interdit             | 3512       |                                                              |
| Sembrador de abecedario                    | 1984  |                      |            |                                                              |
| Cielito del Olimar                         | 1984  | Sondor               | 84347      |                                                              |
| Si éste no es el pueblo                    | 1984  | Ceibo                | 75506      |                                                              |
| Los orientales                             | 1984  |                      |            |                                                              |
| Los Olimareños en Nueva York               | 1984  |                      |            |                                                              |
| Orejano                                    | 1985  |                      |            |                                                              |
| Los Olimareños en Ecuador                  | 1985  |                      |            |                                                              |
| 25 años                                    | 1987  |                      |            |                                                              |
| Los Olimareños no Brasil                   | 1988  |                      |            |                                                              |
| Canciones ciudadanas                       | 1988  | Orfeo                | 90957-1    |                                                              |

| Titre                        | Année | Editeur        | Série     | Remarques                                                                                         |
| ---------------------------- | ----- | -------------- | --------- | ------------------------------------------------------------------------------------------------- |
| Los Olimareños               | 1962  | Carumbé        | SU-3317-3 |                                                                                                   |
| Los Olimareños               | 1962  | Ayuí / Tacuabé | A/D 4     |                                                                                                   |
| Presentando a Los Olimareños | 1962  | Polydor        | 10088     | Este disco fue reeditado en 1973, con otra tapa y con el número de serie 10.10088                 |
| Los Olimareños               | 1967  | Antar          | 33-100    |                                                                                                   |
| Los Olimareños               | 1973  | Microfón       | 1973      | Todas las versiones de este disco fueron editadas en el LP "¿No lo conoce a Juan?" ese mismo año. |

| Titre                                             | Année | Editeur        | Série  | Remarques |
| ------------------------------------------------- | ----- | -------------- | ------ | --------- |
| Hasta siempre / Guantanamera                      | 1968  |                |        |           |
| Sembrador de abecedario / Lejos de Treinta y Tres | 1969  | Orfeo          | 90 001 |           |
| A Don José / A orillas del Olimar                 | 1970  | Orfeo          | 90 002 |           |
| Hasta siempre / Ya me voy pa' la guerrilla        | 1971  | Ayuí / Tacuabé | a/s2   |           |
| Mujer querida / El beso que te di                 | 1971  | Orfeo          | 90 048 |           |
| La partida / Tierra negra                         | 1975  | Microfón       | 4 133  |           |